# Cel Overberghe
Cel Overberghe (* 30. Mai 1937 in Antwerpen) ist ein belgischer Graphiker und Maler, Jazz- bzw. Improvisationsmusiker (Trompete, Kontrabass, Saxophone, Piano) und Dichter.

## Wirken
Overberghe ist als Maler Autodidakt; als Graphiker studierte er nach der Berufsschulausbildung in Kunstgewerbe, Werbung und Buchillustration an der Königlichen Akademie der schönen Künste in Antwerpen bei René De Coninck, dann am Nationalen Höheren Institut der schönen Künste bei Jos Hendrickx. Während des Studiums gab er 1955 sein Debüt als Jazzmusiker als Trompeter im New Orleans Jazz, als Bassist trat er in Deutschland im Trio von Jack van Poll auf; weiterhin, spielte er mit Jack Sels und als Tenorsaxophonist in Belgisch-Kongo (1960). Später improvisierte er in unterschiedlichen Konstellationen mit seinem Schwager Fred Van Hove, mit dem er auf mehreren Alben (zuerst mit dem Requiem for Che Guevara, aufgenommen bei den Berliner Jazztagen 1968) zu hören ist. 1972 lehnten er und Van Hove den Auftritt bei Jazz Middelheim wegen der Diskriminierung belgischer Jazzmusiker gegenüber den (teuren) amerikanischen Musiker, die als Attraktion galten, ab. Zahlreiche andere improvisierende Musiker unterstützten ihren Protest und die Werkgroep Improviserende Muzikanten entstand. Ihr erstes Anti-Festival Free Music fand (zeitgleich mit Jazz Middelheim) im Cafe De Muze statt. In den 2010er-Jahren unterhielt er mit seinem Sohn, dem Filmregisseur und Gitarristen Tom Van Overberghe, die Gruppe CO2, mit dem das Album Rainy Days (mit Paul Van Gysegem und Giovanni Barcella) entstand.
Overberghe illustrierte Dutzende von Kinderbüchern, aber er widmete sich vor allem Radierungen und Monotypien sowie Gemälden. Bereits in jungen Jahren war er 1958 Gründungsmitglied der bis 1962 bestehenden Künstlergruppe G58, zu der u. a. Bert De Leeuw, Jan Dries, Vic Gentils, Walter Leblanc, Pol Mara, Paul Van Hoeydonck und Dan Van Severen gehörten. Zunächst malte er abstrakt mit Tendenz zur Monochromie, dann wendete er sich für mehrere Jahre der Popart zu. Weitere Stilwechsel folgten, wobei Overberghe in seiner künstlerischen Laufbahn mehrmals abwechselnd Abstraktion und Figuration praktizierte. Eine Konstante in seinen Arbeiten ist, dass charakteristische Elemente seiner früheren Perioden im Folgenden immer wiederkehren. Wichtig war die Ausstellung seiner Werke 1976 in der Galerie Campo in der Antwerpener Meir. 1996 zeigte er seinen Sinn für Humor mit einer angeblichen Sammlung eines (fiktiven) Archäologen Massimo Mendace im Gallo-Römischen Museum in Tongeren, mit der er gegen das etablierte Establishment protestieren wollte (allesamt eigene Arbeiten). 2002 kam es zu einer umfassenden Werkschau von 1957 bis 2002. Dabei ist eine Wechselwirkung zwischen seinem musikalischen und plastischen Improvisationsvermögen ist in seinem Werk bis heute erkennbar. In den letzten Jahren beschäftigte er sich auch mit dem Schreiben; 2016 wurde sein Buch Berichten veröffentlicht.
1982 erhielt er den Großen Preis des Festivals International de Gravure in Uzès.

## Ausstellungen (Auswahl)
- 1960 – G58, Mailand (Gruppenausstellung)
- 1972 – Galerie Motte, Genf
- 1976 – Campo Halle, Antwerpen
- 1979 – Palazzo Rucellai, Florenz
- 1980 – Sebastian Moore Galerie, Denver
- 1981 – Groote Witte Arend, Antwerpen
- 1983 – International University, San Diego, Wenger Galerie SanDiego
- 1984 – Groote Witte Arend, Antwerpen
- 1984 – Monte Carlo
- 1986 – Groote Witte Arend, Antwerpen
- 1987 – Bologna
- 1988 – Groote Witte Arend, Antwerpen
- 1987 – Nizza
- 1988 – Stockholm
- 1992 – Novanta Nove, Amsterdam
- 2002 – Centrum T'Elzenveld, Antwerpen (Retrospektive)